# Газпром трансгаз Самара
«Газпром трансгаз Самара» (до марта 2008 г. ООО «Самаратрансгаз») является дочерней компанией ПАО «Газпром» (100% акций). Штаб-квартира в  г. Самаре. Первое предприятие газовой промышленности России.

## Деятельность
ООО «Газпром трансгаз Самара» осуществляет магистральную транспортировку природного  газа и  поставку его потребителям  на территории шести регионов России: Самарской, Ульяновской, Оренбургской, Пензенской, Саратовской областей и республики Мордовии. Предприятие эксплуатирует свыше 4 тысяч км магистральных газопроводов, том числе 294 нитки подводных переходов МГ и газопроводов-отводов, 17 компрессорных станций, 119 газоперекачивающих агрегатов,  143 газораспределительных объекта и  транспортирует около 15% объема добываемого в России природного газа. Среднесписочная численность работников около 5000 человек.
Владимир Субботин — генеральный директор ООО «Газпром трансгаз Самара» с апреля 2012 г.

## История
7 апреля 1942 г. Государственный Комитет Обороны СССР принимает постановление о строительстве первого крупного отечественного газопровода Бугуруслан — Похвистнево — Куйбышев.
В декабре 1942 года из нефтяной скважины Бугуруслановского месторождения был добыт первый газ.
15 сентября 1943 года был сдан в эксплуатацию газопровод Бугуруслан — Похвистнево — Куйбышев протяженностью 165 км и мощностью 220 млн кубометров в год. В этот день первый газ поступил на Безымянскую ТЭЦ.
Именно с этого газопровода начинается история развития газотранспортной системы СССР.
В июне 1945 года создан трест «Куйбышевгаз» Главгазтоппрома при Совмине СССР (г. Похвистнево)— первенец Газпрома. За первые 4,5 года трест подает в Куйбышев 1 миллиард 27 млн кубов газа, по территории области прокладывается 287 км магистральных газопроводов, 60 км газосборных и газораспределительных сетей.
1948—1957 гг. — газификация Куйбышева продолжается, с 1948 г. в г. Куйбышев и область газ стал поступать с Похвистневского месторождения, еще позднее — с Мухановского и Кулешовского. 1 ноября 1957 г. протяженность газовых сетей и перемычек по г. Куйбышеву достигает более 474 км. 38 тысяч квартир и до 5000 печей эксплуатируют газ.
1958—1966 гг. На базе истощенных газовых месторождений создается несколько подземных газохранилищ. Протяжённость газовых сетей с 1955 по 1966 годы вырастает со 131 до 907 км. В 1966 году область получает 2005 млн кубометров газа.
28 августа 1968 г. начинается строительство газопровода Кулешовка-Мелекесс-Ульяновск в Ульяновском и Сенгилеевском районах.
В 1970 году в Куйбышев по отводу поступает газ из газопровода Бухара-Центр.
1974 год — вступление в строй газопровода Оренбург-Куйбышев и официальное образование двух первых ЛПУ МГ: Похвистневского и Средневолжского.
1980 — в эксплуатацию сдан газопровод Уренгой-Челябинск-Петровск с отводом на г. Куйбышев. Образовано 5 ЛПУ: Северное, Сергиевское, Сызранское, Тольяттинское и Павловское. В 1987 году к их списку добавляется Ульяновское ЛПУ, а 1999 году на базе Михайловской станции подземного хранения газа образовано Отрадненское ЛПУ.

## Социальная политика
Ежегодно общество реализует социальные проекты для детей и молодежи: межрегиональный благотворительный фестиваль «Росток надежды» и социальный заезд «Мастерская радости». Ежегодно более 1500 ребят со всех регионов принимают участие в социальных программах ООО «Газпром трансгаз Самара». В рамках программы «Газпром-детям» построены спортивно-оздоровительный центр «Мечта», 8 комплексных спортивных площадок и роллерная трасса.
В структуру компании входит Спортивно-оздоровительный комплекс «Березка», расположенный в городе Тольятти, Ставропольский район, Сельское поселение Ягодное, Самарская область.